# Billawar
Billawar là một thị xã và là nơi đặt ủy ban khu vực quy hoạch (notified area committee) của quận Kathua thuộc bang Jammu và Kashmir, Ấn Độ.

## Nhân khẩu
Theo điều tra dân số năm 2001 của Ấn Độ, Billawar có dân số 4905 người. Phái nam chiếm 57% tổng số dân và phái nữ chiếm 43%. Billawar có tỷ lệ 70% biết đọc biết viết, cao hơn tỷ lệ trung bình toàn quốc là 59,5%: tỷ lệ cho phái nam là 78%, và tỷ lệ cho phái nữ là 58%. Tại Billawar, 12% dân số nhỏ hơn 6 tuổi.